# Waylon Smithers

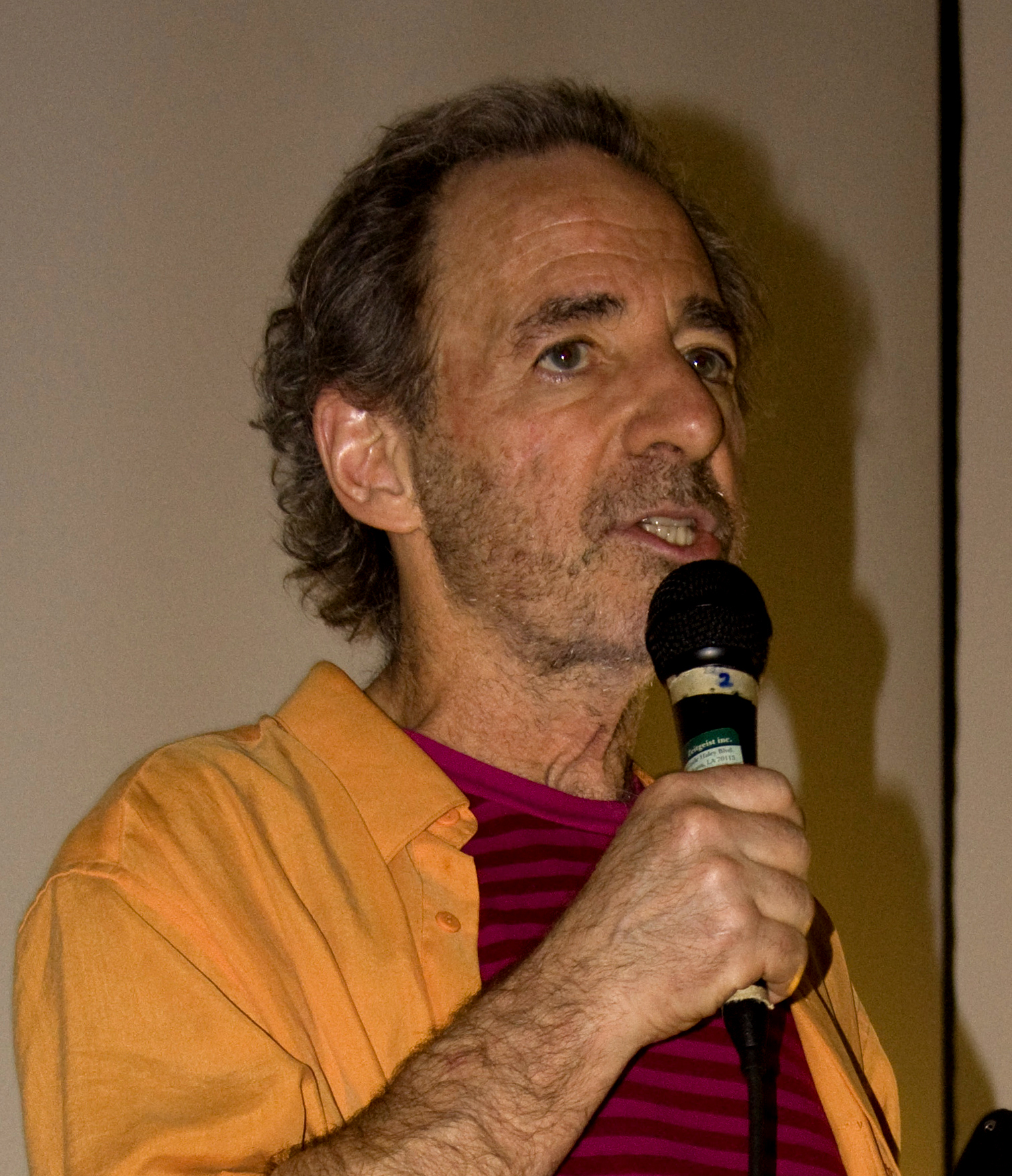
Harry Shearer, de stemacteur die Waylon een stem geeft

Waylon Smithers, Jr. is een personage uit de animatieserie The Simpsons. Zijn stem wordt gedaan door Harry Shearer. Waylon is de persoonlijke assistent van Mr. Burns, en volgens eigen zeggen ook diens beste vriend. Hij wordt vaak gewoon Smithers genoemd. Een lopende grap in de serie is dat hij overduidelijk homo is, maar in de ontkenningsfase zit. In de aflevering The Burns Cage in seizoen 27 kwam hij officieel uit de kast.  Hij is ook een sterke aanhanger van de Springfieldse Republikeinse Partij.

## Persoonlijk leven
Smithers is gescheiden en woont in een appartement met een Yorkshireterriër genaamd Hercules. Zijn vader, Waylon Sr., werkte ook voor Mr. Burns maar kwam om het leven toen hij Springfield redde van een potentiële kernsmelting. Mr. Burns maakte Waylon wijs dat zijn vader was gedood door een stam uit de Amazone.
In veel opzichten is Smithers een stereotype van een homoseksuele man in de ontkenningsfase. Hij bezoekt geregeld Springfields ontmoetingsplaats voor homo’s en gaat op vakantie naar hotels alleen voor mannen. Toch blijft hij in alle toonaarden ontkennen dat hij homo is. In veel afleveringen wordt gesuggereerd dat hij een oogje heeft op zijn baas, Mr. Burns. Burns is zich hier echter totaal onbewust van. Wel maakt hij volop gebruik en misbruik van Smithers loyaliteit. In de aflevering The Burns Cage ziet Mr. Burns voor het eerst dat Smithers gevoelens voor hem heeft. Hij reageert hierop met afkeer. Smithers neemt daarom ontslag bij de kerncentrale en begint een relatie met Julio, maar deze strandt nog dezelfde episode. Aan het einde keert hij terug naar de kerncentrale. 
Een bekende catchphrase van Smithers is "Oh Mr. Burns! You were too beautiful for this world!", wat hij altijd zegt als Mr. Burns gewond raakt of bijna sterft. Burns hoort hem nooit, daar hij altijd bewusteloos is wanneer Smithers dit zegt.
Ondanks zijn loyaliteit heeft Smithers het twee keer aangedurfd tegen Mr. Burns in te gaan. Meest noemenswaardig is in de Who Shot Mr. Burns afleveringen, waarin hij zijn onvrede uit over de vele plannen van zijn baas.
Smithers is vermoedelijk zeer allergisch voor bijensteken. In een aflevering werd hij gestoken bij een fietstochtje, en moest meteen naar het ziekenhuis.
Smithers bezit de grootste collectie van Malibu Stacy poppen, is president van de Malibu Stacy Fanclub, en schreef Malibu Stacy, The Musical, met zichzelf in de hoofdrol.

## Werk
Smithers officiële baan op de kerncentrale van Springfield is dat van persoonlijke assistent van Mr. Burns. Hij is ook verantwoordelijk voor het in de gaten houden van de werknemers. Smithers lijkt een van de weinige echt betrouwbare medewerkers te zijn, en heeft al talloze keren de werknemer van de maand prijs gewonnen. Slechts eenmaal verloor hij de prijs aan Homer Simpson.
Smithers heeft vaak hints gegeven dat hij graag promotie wil tot vicepresident, maar Burns heeft dit altijd geweigerd. Ook weigerde hij Smithers tot zijn opvolger te maken omdat Mr. Burns een "groter" doel voor hem heeft (Smithers zou met Mr. Burns levend begraven worden).
Zijn rol in de serie is vaak die van Burns’ komische tegenhanger. Kalm en geduldig weet hij Mr. Burns vaak over te halen zijn gevaarlijkste plannen niet uit te voeren. Burns reageert ook geregeld zijn woede af op Smithers, en prijst hem maar zelden. Smithers ziet dit als teken dat hij niet hard genoeg werkt.
Smithers baan bestaat uit ongeveer 2800 kleinere baantjes. Hij doet Burns’ vuile werk zoals het ontvoeren van Tom Jones, liegen tegen het Amerikaanse congres, opium kopen en meineed plegen. Smithers kan niet echt worden gezien als een door en door slecht iemand; hij is gewoon te loyaal aan Burns.
Smithers wordt snel jaloers op anderen die Burns' aandacht krijgen.

## Inconsequenties
- Bij zijn eerste verschijning in de aflevering Homer's Odyssey werd Smithers getekend als een Afro-Amerikaan.
- Smithers zou officieel geboren zijn in 1954 aangezien in de aflevering The Old Man and the Lisa hij bekendmaakte 25 jaar na de Beurskrach van 1929 te zijn geboren. Dat maakt hem dus ouder dan Homer Simpson. Toch zijn er afleveringen die suggereren dat Smithers jonger is dan Homer. In The Blunder Years was een flashback te zien waarin Smithers nog een baby was terwijl Homer al op de middelbare school zat.
- In 22 Short Films About Springfield wordt Waylon Smithers gestoken door een bij en sterft bijna aan de allergische reactie die dit bij hem veroorzaakt. Echter, in Burns Verkaufen der Kraftwerk wordt Smithers meerdere malen gestoken door bijen, en overkomt hem niets.

## Afleveringen over Smithers
Smithers heeft meestal maar een bijrol. Een paar afleveringen waarin hij echt een grote rol speelde zijn:
- Lisa vs. Malibu Stacy
- Who Shot Mr. Burns?
- Homer the Smithers
- Mountain of Madness
- The Blunder Years

Homer Simpson · Marge Simpson · Bart Simpson · Lisa Simpson · Maggie Simpson · Abraham Simpson · Patty en Selma Bouvier · Jacqueline Bouvier · Mona Simpson · Santa's Little Helper · Snowball II · Familie Bouvier
Jasper Beardley · Comic Book Guy · Eddie en Lou · Maude Flanders · Ned Flanders · Professor Frink · Barney Gumble · Julius Hibbert · Lionel Hutz · Eerwaarde Lovejoy · Kapitein Horatio McCallister · Hans Moleman · Bleeding Gums Murphy · Apu Nahasapeemapetilon · Mayor Joe Quimby · Dr. Nick Riviera · Agnes Skinner · Cletus Spuckler · Squeaky Voiced Teen · Disco Stu · Moe Szyslak · Kirk Van Houten · Luann Van Houten · Chief Clancy Wiggum
Gary Chalmers · Rod en Todd Flanders · Jimbo Jones · Kearney · Edna Krabappel · Otto Mann · Nelson Muntz · Martin Prince · Seymour Skinner · Milhouse Van Houten · Ralph Wiggum · Groundskeeper Willie · andere studenten
Montgomery Burns · Carl Carlson · Lenny Leonard · Waylon Smithers
Itchy en Scratchy · Kent Brockman · Krusty de Clown · Troy McClure · Rainier Wolfcastle · Radioactive Man
Snake · Kang & Kodos · Sideshow Bob · Fat Tony
Treehouse of Horror
Bart vs. the World · Bart Simpson's Escape from Camp Deadly · The Simpsons Arcadespel · Bart vs. the Space Mutants · Bart's House of Weirdness ·Bart vs. The Juggernauts · Krusty's Fun House · Bartman Meets Radioactive Man · Bart's Nightmare · The Itchy and Scratchy Game · Virtual Bart · Bart and the Beanstalk · Itchy & Scratchy in Miniature Golf Madness · Cartoon Studio · Virtual Springfield · Night of the Living Treehouse of Horror · Bowling · Wrestling · Road Rage · Skateboarding · Hit & Run · The Simpsons Game · The Simpsons: Tapped Out
The Simpsons · The Simpsons Pinball Party
Strips: Simpsons Comics · Bart Simpson serie · Itchy & Scratchy Comics · Bart Simpson's Treehouse of Horror · Futurama/Simpsons Infinitely Secret Crossover Crisis
Tijdschrift: Simpsons Illustrated
Boeken: Bart Simpson's Guide to Life · Family Album · Library of Wisdom · Complete Guides · Planet Simpson · The Simpsons and Philosophy
Actiefiguurtjes: World of Springfield
The Simpsons Movie
Bankgrap ·
Canyonero · 
D'oh! · 
Duff Beer · 
Schoolbordgrap · 